# محمد أمين الشيخ
محمد أمين الشيخ، ولد عام 1924 في مدينة قوص بمحافظة قنا مصر، حاصل على ليسانس أصول الدين من جامعة الأزهر 1953، ودبلوم التربية من كلية اللغة العربية بجامعة الأزهر 1954، ودراسات أدبية من كلية دار العلوم بجامعة القاهرة 1962، ودراسات أدبية في التربية القومية من كلية الآداب- جامعة الإسكندرية 1966. تدرج في وظائف التربية والتعليم إلى أن أحيل إلى التقاعد موجهاً عاماً للغة العربية، عضو جمعية الأدب الإسلامي العالمية، ورئيس نادي البهاء زهير الأدبي بقوص، ورئيس تحرير مجلة قوص، كان أمين الاتحاد الاشتراكي عن مركز قوص كما كان أحد قيادات محافظة قنا في الحزب العربي الناصري الاشتراكي، نشرت قصائده في العديد من الصحف والمجلات العربية في كل من مصر والسعودية وقطر ولبنان وسورية وليبيا والعراق والأردن، كما نشرت له جريدة الجمهورية القاهرية تابعة لمؤسسة التحرير وحدها 120 قصيدة،

## دواوينه الشعرية
ملحمة البارود 1986- أغنيات جنوبية 1990، عرش الطاووس 1988، مواكب الفجر 2005، وله ديوانان تحت الطبع هما: حديث النفس، جواز سفر.

## وفاته
توفي في عام 1995م بعد معاناة مع مرضي السكر وارتفاع ضغط الدم.